# Lasermaus
Eine Lasermaus ist eine optische Computermaus, die zur Beleuchtung der Kontaktoberfläche eine Laserdiode mit kohärentem Licht verwendet. Dadurch unterscheidet sie sich von herkömmlichen optischen Mäusen, die eine meist im sichtbaren roten Bereich arbeitende Leuchtdiode (LED) als Lichtquelle verwendet.

## Geschichte
Das erste Modell einer Lasermaus, die Logitech MX 1000 Laser, stellte Logitech im Herbst 2004 vor. Diese erreichte eine Bildverarbeitungsgeschwindigkeit von 5,8 Megapixeln/Sekunde bei einer Auflösung von 800 cpi (diese Werte entsprechen denen der Vorgängermäuse MX500 und MX700 mit herkömmlicher optischer Abtastung).

## Technik

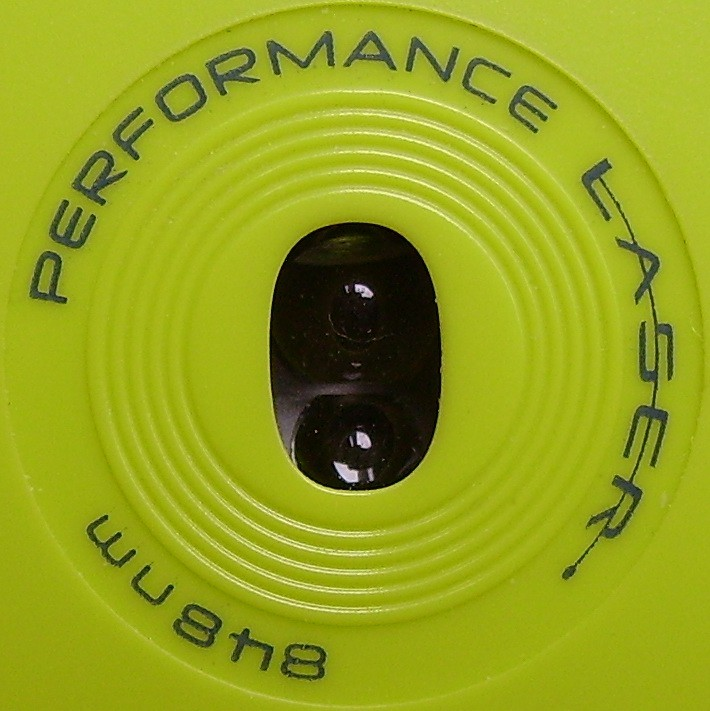
Optisches System an einer Lasermaus. Oben Linsensystem für den Laser, unten Linsensystem zum optischen Empfänger und DSP

Lasermäuse wurden entwickelt, da optische Mäuse mit LED-Lichtquellen Schwierigkeiten bei der Ermittlung der Bewegungsrichtung und -geschwindigkeit auf unstrukturierten, transparenten oder spiegelnden Oberflächen haben. Lasermäuse kommen aufgrund des Speckle-Effektes, welcher bei kohärenten Licht besonders deutlich auftritt, auch mit glatten Oberflächen, wie etwa Metall oder poliertem Holz, zurecht. Der Speckle-Effekt sorgt für einen hohen Kontrast auch auf gering strukturierten Oberflächen.
In der Lasermaus wird als Laserdiode üblicherweise ein kostengünstiger Oberflächenemitter (VCSEL) eingesetzt, dessen Laserstrahl durch eine optische Linse im Gehäuse aufgeweitet wird und damit eine kleine Fläche von wenigen Millimeter Durchmesser unter der Maus beleuchtet wird. Unmittelbar neben der Laserdiode befindet sich im Gehäuse der optische Empfänger, welcher das von der Oberfläche reflektierte Licht über ein Linsensystem aufnimmt. Je nach Typ werden pro Sekunde einige 1000 Einzelbilder (Frames) detektiert, üblich sind Werte bis 7000 Bilder pro Sekunde, welche durch die anschließende Signalverarbeitung in einem auf diese Anwendung optimierten digitalen Signalprozessor (DSP) aufbereitet werden. Der DSP berechnet aus der Folge der Einzelbilder und deren Veränderung die Bewegungen in beiden Achsen und übermittelt diese Information an den PC.
Die Auflösung – diese wird in Counts per Inch (cpi) angegeben und entspricht der Anzahl an Bildpunkten, welche pro Zoll (2,54 cm) erfasst werden können – ist je nach Typ verschieden und liegt zwischen 200 cpi und 8000 cpi.
Anfangs waren die meisten Lasermäuse mit Sensoren von Avago Technologies aufgebaut, einer ehemaligen Tochtergesellschaft von Hewlett-Packard, die auch viele Schlüsselpatente für optische Mäuse hält. Seit 2008 bietet auch Cypress Semiconductor einen Chipsatz für Lasermäuse an, der eine andere Verfahrensweise der Bildauswertung verwendet und damit ohne Avagos Patente auskommt.

## Sicherheit
Bei Lasermäusen wird aus Kosten- und Effizienzgründen eine infrarote Laserdiode eingesetzt. Die Laserstrahlung – üblich sind Wellenlängen um 848 nm – ist für das menschliche Auge nicht wahrnehmbar, was ein Sicherheitsrisiko darstellen kann. Um Augenschäden durch den Laser zu vermeiden – beim nicht sichtbaren infraroten Licht funktioniert der Lidschlussreflex als Schutzfunktion für das Auge nicht – werden nur Laser der Laser-Klasse 1 verwendet, das heißt, die Intensität der Laserstrahlung ist beim Betrachten so gering, dass keine Augenschäden entstehen. Zusätzlich sind in der Elektronik der Maus Vorkehrungen vorhanden, um bei technischen Defekten die Leistung der Laserdiode nach oben hin zu begrenzen und diese nötigenfalls zwangsweise abzuschalten.